# Чёрная (река, впадает в Белое море)
Чёрная — река в России, протекает по территории Городского поселения Зеленоборского Кандалакшского района Мурманской области и Малиновараккского сельского поселения Лоухского района Республики Карелии. Длина реки — 22 км, площадь водосборного бассейна — 141 км².
Река берёт начало из ламбины без названия и далее течёт преимущественно в юго-восточном направлении.
Река в общей сложности имеет тридцать малых притоков суммарной длиной 73 км.
На своём пути протекает через Нигрозеро. Имеет правый приток из озера Узкого. Впадает в Белое море.
В среднем течении Чёрная пересекает трассу Р21 («Кола»), а также линию железной дороги Санкт-Петербург — Мурманск.
В устье реки располагается деревня Чёрная Река.
Код объекта в государственном водном реестре — 02020000712102000001509.